# Razarač klase Sejong Veliki
Razarači klase Sejong Veliki (Sejongdaewang-Geup Guchukam), također poznati kao KDX-III, tri su razarača s navođenim projektilima Mornarice Republike Koreje.

## Pozadina
Brod ima borbeni sustav Aegis (Baseline 7 Phase 1) u kombinaciji s višenamjenskim radarskim antenama AN/SPY-1 D.
Klasa Sejong Veliki treća je faza južnokorejskog mornaričkog programa Korean Destroyer eXperimental (KDX), značajnog programa brodogradnje, koji je usmjeren prema poboljšanju korejske sposobnosti da uspješno brani pomorska područja oko Južne Koreje i od raznih oblika prijetnji te da time postane mornarica plavih voda. 
Sa standardnom deplasmanom od 8.500 tona i punim opterećenjem od 11.000 tona, razarači KDX-III Sejong Veliki daleko su najveći razarači u južnokorejskoj mornarici, i dosta su veći od većine razarača u mornaricama drugih zemalja. Izgrađeni su glomaznije i teži su od klase  Arleigh Burke ili klase Atago kako bi mogli primiti još 32 projektila. Kao takvi, neki analitičari vjeruju da je ovu klasu brodova prikladnije nazvati klasom krstarica nego razarača. KDX-III trenutno su najveći brodovi koji nose borbeni sustav Aegis.

## Naoružanje
Glavni top razarača klase Sejong Veliki je 127 mm/L62 Mk.45 Mod 4 mornarički top, poboljšana verzija istog topa koji se koristi na drugim ratnim brodovima iz nekoliko drugih nacija. Naoružanje za obranu uključuje jedan 30 mm Goalkeeper CIWS i RIM-116 Rolling Airframe Missile Block 1 lanser s 21 projektilom, to je prva Aegis platforma koja nosi RAM. Protuzračno naoružanje sastoji se od SM-2 Block IIIA i IIIB u VLS -u od 80 ćelija. Block IIIB je dodao infracrveni (IR) način indukcije u Block IIIA, poboljšavajući sposobnost presretanja krstarećih projektila.
Protupodmorničko ratno naoružanje sastoji se od protupodmorničke rakete K-ASROC Hong Sang-uh (Red Shark), koje imaju isti oblik kao američki ASROC. i 32 torpeda K745 LW Cheong Sang-uh (Blue Shark). Protubrodske sposobnosti osigurava 16 SSM-700K Hae Sung (Sea Star) protubrodskih projektila dugog dometa, svaki s performansama sličnim američkom Harpoonu. Sposobnost kopnenog napada pruža nedavno razvijena krstareća raketa Hyunmoo-3 C (Čuvar sjevernog neba), koja je slična američkom Tomahawku. 
Baterije projektila
- Sustav vertikalnog lansiranja: 128 ćelija
  - Mk 41 VLS 48 ćelija (sprijeda)
  - Mk 41 VLS 32 ćelije (straga)
  - K-VLS 48 ćelija (straga)
- Lanseri protubrodskih projektila:
  - 16 (4 četverostruka) lansera

Razarači klase Sejong Veliki često se uspoređuju s klasama Arleigh Burke i Atago jer koriste višenamjenski radar AN/SPY-1 te imaju sličnu propulziju i mogućnosti. Jedna značajna razlika između brodova klase Sejong Veliki i brodova Arleigh Burke je broj VLS ćelija. Razarači klase Sejong Veliki imaju kapacitet od 128 projektila, za razliku od 96 na klasi Arleigh Burke i japanskim razaračima klase Atago. Klasa Sejong Veliki je stoga jedan od najoružanijih brodova na svijetu, s čak većim raketnim kapacitetom od kineskog razarača tipa 055 (112 VLS ćelija), ili raketne krstarice Ticonderoga (122 VLS ćelije) američke mornarice, a gledajući samo površinske brodove nadmašuje je jedino krstarica Kirov sa 352 projektila (cijelo projektilno opterećenje). Četiri američke podmornice klase Ohio pretvorene u konfiguraciju s vođenim projektilima nose po 154 krstareće rakete. Još jedna sličnost s Arleigh Burke Flight IIA i razaračima klase Atago je prisutnost pune opreme za dva helikoptera, značajka koja nedostaje ranijim razaračima klase Burke i Kongō. 
Ovi razarači imaju sposobnost praćenja i praćenja projektila lansiranih s bilo kojeg mjesta u Sjevernoj Koreji. Ta je sposobnost demonstrirana praćenjem sjevernokorejskog projektila u travnju 2009.

## Brodovi u klasi
| Ime                        | Broj zastavice | Graditelj                                  | Pokrenut           | Naručena           | Status   |
| Serija I                   | Serija I       | Serija I                                   | Serija I           | Serija I           | Serija I |
| -------------------------- | -------------- | ------------------------------------------ | ------------------ | ------------------ | -------- |
| ROKS Sejong Veliki         | DDG-991        | Hyundai Heavy Industries                   | 25. svibnja 2007.  | 22. prosinca 2008. | Aktivan  |
| ROKS Yulgok Yi I           | DDG-992        | Daewoo Brodogradnja i pomorski inženjering | 14. studenog 2008. | 31. kolovoza 2010. | Aktivan  |
| ROKS Seoae Ryu Seong-ryong | DDG-993        | Hyundai Heavy Industries                   | 24. ožujka 2011.   | 30. kolovoza 2012. | Aktivan  |
| Serija II                  |                |                                            |                    |                    |          |
| ROKS Jeongjo Veliki        | DDG-995        | Hyundai Heavy Industries                   | 28. srpnja 2022.   |                    | Porinut  |